# Chuck Ruff
Chuck Ruff (Reno, 25 maggio 1951 – San Francisco, 14 ottobre 2011) è stato un batterista statunitense, conosciuto principalmente per le sue collaborazioni con Edgar Winter e Sammy Hagar..
È morto nel 2011 all'età di 60 anni dopo una lunga malattia.

## Biografia
Ha iniziato la sua carriera di musicista professionista con la rock band Sawbuck, assieme a Ronnie Montrose e Bill Church. Il gruppo durò però solamente due anni (dal 1968 al 1970), riuscendo comunque a pubblicare un album omonimo, proprio l'anno dello scioglimento.

Successivamente, nel 1972, Chuck e Ronnie entrarono a far parte della band di Edgar Winter, della quale faceva parte anche Dan Hartman. Con questa band Chuck raggiunse la sua massima popolarità a cominciare con l'album del 1973 They Only Come Out at Night, contenente la hit strumentale "Frankenstein", che raggiunse la posizione numero uno nelle classifiche statunitensi nel maggio dello stesso anno. Nello stesso album era presente il singolo "Free Ride", che raggiunse la quattordicesima posizione.
L'anno successivo uscì l'album Shock Treatment, di minor successo rispetto al precedente e contenente un unico singolo: "Easy Street". Nel 1977 fu contattato da Sammy Hagar per l'incisione degli album Street Machine e Danger Zone, quest'ultimo contenente il singolo "Bad Reputation", presente anche nel film Fast Times at Ridgemont High.

## Discografia

### Con Edgar Winter
- 1972 - They Only Come Out at Night
- 1974 - Shock Treatment
- 1975 - Jasmine Nightdreams
- 1976 - The Edgar Winter Group with Rick Derringer

### Con Sammy Hagar
- 1978 - Street Machine
- 1979 - Danger Zone

### Altri album
- 1970 - Sawbuck: Sawbuck
- 1976 - Johnny and Edgar Winter Live
- 1984 - Michael Furlong Band: Use It or Lose It
- 1984 - Adam Bomb: Fatal Attraction
- 2007 - Illuminaughty: Max Volume